# Apate degener
Apate degener is een keversoort uit de familie boorkevers (Bostrichidae). De wetenschappelijke naam van de soort is voor het eerst geldig gepubliceerd in 1867 door Murray.

## Verspreiding
Deze kever komt voor in Oost-Afrika, West-Afrika en Zanzibar.